# Тиссари, Ари
Ари Олави Тиссари (фин. Ari Olavi Tissari; 24 ноября 1951, Котка — 6 ноября 2023, Котка) — финский футболист, игравший на позиции нападающего. Участник летних Олимпийских игр 1980 года.

## Биография

### Клубная карьера
Большую часть футбольной карьеры Тиссари играл за КТП, в том числе и в Высшем дивизионе. В 1980 году в составе этого клуба выиграл Кубок Финляндии. После 12 сезонов за КТП, в котором он был одним из результативных нападающих, перешёл в шведский «Васалунд».
Вернувшись в КТП, играл за эту команду до 1984 года и в том же году закончил карьеру. Всего во всех лигах забил за КТП 164 мяча

### Карьера в сборной
В составе сборной Финляндии принимал участие на олимпийском футбольном турнире 1980 года, где сыграл в трёх матчах группового этапа. В матче против сборной Коста-Рики (3:0) забил гол. Сборная Финлнядии заняла в группе третье место и в плей-офф не попала.

### Смерть
Скончался 6 ноября 2023 года в Котке в возрасте 71 года.